# La calle grita
La calle grita es una película de Argentina en blanco y negro dirigida por Lucas Demare según el guion de Carlos Alberto Orlando que se estrenó el 14 de septiembre de 1948 y que tuvo como protagonistas a Enrique Muiño, Ángel Magaña y Patricia Castell.

## Sinopsis
Cuando la empleada de un famoso economista busca un aumento de sueldo en complicidad con un vendedor ambulante, su empleador aprende hechos de la vida real al tratar de demostrar que se puede vivir con lo que le paga.

## Reparto
- Enrique Muiño ... Doctor Leopoldo Díaz
- Ángel Magaña ... Mario
- Patricia Castell ... Amanda
- Florindo Ferrario ... secretario del doctor Díaz
- Hugo Pimentel ... Leopoldo Díaz hijo
- Diana Montes ... Delia, amiga de Amanda
- Marga Landova ... secretaria
- Luis Viguevi
- Aurelia Ferrer
- Pablo Cumo ... albañil
- Diana Maggi
- Esther Suar
- Edgardo Morilla
- Juan Ferri
- Warly Ceriani

## Comentarios
El Heraldo del Cinematografista la consideró “muy amena comedia, alcanza fuerte repercusión humorística e incluye certeros toques sentimentales y humanos” en tanto en Sight and Sound vol. 18 n° 69, spring, 1949, trad. se dijo:

”Demare ha tratado de darle a su film un atractivo universal y el resultado es una mala copia de uno de los primeros films de Capra… Capra podría haber sido capaz de hacer algo de esto, pero desafortunadamente Demare no pudo.”

Por su parte Manrupe y Portela escriben:

”En tono de comedia amable, una primera aproximación a los problemas económicos de la clase media. Su planteo de que los sueldos no alcanzan es inédito dentro del cine de la “nueva Argentina” y uno de los contados ejemplos de cine comprometido con la realidad de esa época. Una curiosidad de especial interés.”